# روبن وارطانیان (دانشمند)
روبن سارگسی وارطانیان (ارمنی: Ռուբեն Սարգսի Վարդանյան؛ زادهٔ ۲۰ مارس ۱۹۴۹) یک شیمی‌دان و استاد اهل ارمنستان است..

## زندگی‌نامه
در ۲۰ مارس ۱۹۴۹ در ایروان به دنیا آمد و از دانشگاه دولتی ایروان (۱۹۷۱) فارغ‌التحصیل شد. سارگیس وارطانیان پدر و گایانه وارطانیان خواهر وی بودند. وی در دانشگاه دولتی ایروان (۱۹۹۸–۲۰۰۲) و انستیتو شیمی آلی ظریف فعالیت کرده است. وی از ۱۹۹۴ عضو فرهنگستان ملی علوم ارمنستان بود. 

## یادداشت
1. ↑  քիմիական գիտությունների դոկտոր